# Rourea blanchetiana
Rourea blanchetiana är en tvåhjärtbladig växtart som först beskrevs av August Progel, och fick sitt nu gällande namn av João Geraldo Kuhlmann. Rourea blanchetiana ingår i släktet Rourea och familjen Connaraceae. Inga underarter finns listade i Catalogue of Life.